# プレミアホテル-CABIN-旭川
プレミアホテル-CABIN-旭川（プレミアホテル・キャビン・あさひかわ、PREMIER HOTEL-CABIN-ASAHIKAWA）は、北海道旭川市にある天然温泉付きホテル。

## 沿革
- 1997年（平成09年）：「ホテルパコ旭川」開業。
- 2012年（平成24年）：ケン不動産リースがホテル取得[3]。
- 2016年（平成28年）：新ブランド創設に伴い「プレミアホテル-CABIN-旭川」にリブランド[2][4]。

## 施設
客室
- シングルルーム (14 m²)
- レディースシングルルーム (14 m²)
- セミダブルルーム (14 m²)
- ダブルルーム (18 m²)
- ツインルーム (19 m²)
- デラックスツインルーム (22 m²)
- トリプルルーム (22 m²)
- 和室 (10〜12.5畳)

レストラン・娯楽
- レストラン とまと
- 展望カラオケ ノンノ
- Bar Owl（バー アウル）
- 赤ちょうちん えんやーどっとCOM

温泉
- 天然温泉大浴場「かぐらの湯」

## アクセス
昭和通沿い、旧・北海道中央バス旭川ターミナルに隣接している。
- 北海道旅客鉄道（JR北海道）旭川駅から徒歩約3分。
- 旭川空港から車・バスで約30分。